# Nina Berova
Nina D. Berova es profesora de química en la Universidad de Columbia. Ha sido reconocida como líder mundial en estereoquímica y espectroscopia quiróptica. Entre sus contribuciones destaca el desarrollo de pinzas de porfirina. En 2007 fue premiada con la Medalla Chirality de la Società Chimica Italiana.

## Biografía
Berova obtuvo su doctorado en la Universidad de Sofía en 1972. Trabajó en la Academia de Ciencias de Bulgaria durante los primeros años de su carrera. Durante este tiempo trabajó en espectroscopia quiróptica en la Universidad Ruhr de Bochum, donde trabajó bajo la supervisión de Günther Snatzke.

## Trayectoria Científica
Berova fue nombrada Profesora Asociada en Química Orgánica en la Universidad de Sofía en 1982, y en 1988 Profesora Visitante en la Universidad de Columbia. Poco después se convirtió en Profesora e Investigadora en la Universidad de Columbia, trabajando con Koji Nakanishi en la espectroscopia quiróptica de productos naturales. El proyecto comenzó con la investigación de biopolímeros utilizando quiralidad de excitón, para la clasificación de pectina y la determinación de enlaces glucosídicos.
Berova fue la primera y única mujer en ganar la Medalla Chirality, "en reconocimiento a sus logros sobresalientes en el campo de la espectroscopia quiróptica y la aclaración de una amplia gama de importantes problemas químicos y biológicos relacionados con la quiralidad molecular y supramolecular". Ha impartido cursos breves sobre espectroscopia quiropática, que incluyen dispersión óptica rotatoria, dicroísmo circular y actividad óptica Raman. Fue elegida miembro honoraria de la Società Chimica Italiana en la Escuela Normal Superior de Pisa en 2012.

### Publicaciones destacadas
Entre sus publicaciones destacan:
- Berova, Nina (2000). Circular Dichroism: Principles and Applications. Wiley. ISBN 9780471330035.
- Berova, Nina (2012). Comprehensive Chiroptical Spectroscopy. Wiley. ISBN 9780470641354.
- Berova, Nina (2007). «Application of electronic circular dichroism in configurational and conformational analysis of organic compounds». Chemical Society Reviews 36.
- Berova, Nina (1993). «Physicochemical characterization of a ouabain isomer isolated from bovine hypothalamus». PNAS 90 (17): 8189-8193. Bibcode:1993PNAS...90.8189T. PMC 47314. PMID 8396262. doi:10.1073/pnas.90.17.8189.

Berova ha sido la Editora de la revista científica Chirality desde 1998.

### Premios y honores
Entre sus premios y honores destacan:
- 2003 Medalla de Oro Piero Pino de la Società Chimica Italiana
- 2005 Premio a la Edición de la American Chemical Society
- 2007 Medalla Chirality de la Società Chimica Italiana
- 2008 Honrada con una edición especial de la revista científica Chirality
- 2009 Premio de reconocimiento a la carrera de la Universidad de Vigo
- 2011 Miembro honorario de la Società Chimica Italiana